# Acre (Calvados)
Pour les articles homonymes, voir Acre.
Acre est une localité française, ancienne communauté ou commune, du département du Calvados. Elle est rattachée à Saint-Laurent-de-Condel dans les premières années de la Révolution.

## Toponymie
Ce toponyme est construit avec un substantif. Il évoque une terre de « un acre » (ancienne mesure agraire normande). L’acre correspondait à la surface labourée en un jour et valait en moyenne 52 ares environ.

## Source
- Des villages de Cassini aux communes d'aujourd'hui, « Notice communale : Acre », sur ehess.fr, École des hautes études en sciences sociales.